# Novica Radović
Novica Radović  (Danilovgrad, 15. svibnja 1890. – Cetinje, svibanj 1945.), doktor znanosti,  šef promidžbe Glavnog stožera Crnogorske vojske u Italiji, borac Za Pravo, Čast i Slobodu Crne Gore, robijao u Kraljevini Jugoslaviji, publicist, utjecajni član Crnogorske stranke, ubijen odlukom partizanskog prijekog suda.
Učesnik je Radović Božićne pobune, potom komita, 1920. izbjegao u Gaetu (Italija), gdje je šef promidžbe Glavnog stožera Crnogorske vojske. Kada su fašističke vlasti 1922. rasturile crnogorske vojarne na njezinom teritoriju, Radović ostaje nadalje u Italiji, te na Sveučilištu u Napulju doktorira matematičko-tehničke znanosti.
Po amnestiji u Kraljevini SHS vraća se u domovinu, gdje ga uhićuju, te na sudskom procesu (skupa s trojicom njegove rođene braće) zbog uloge 1919. – 1920. u teškim borbama protivu Srpske vojske na teritoriju plemena Rovca biva na suđenju u Kolašinu 1925. osuđen na doživotnu robiju, no kazna mu je smanjena na 20 godina robije.
U kaznioni u Zenici odrobijao 9 godina, nakon čega je pomliovan, pa se nastanjuje u Podgorici gdje drži privatnu profesuru, postaje članom Glavnoga odbora Crnogorske stranke i surađuje u oporbenom časopisu "Zeta". 
Godine 1938. u Peći tiska knjigu "Crna Gora na savezničkoj golgoti" u kojoj očituje licemjerje koje je u Europi dominiralo kada je 1918. nasilno razorena Kraljevina Crna Gora i pripojena Srbiji. Knjigu je policija zaplijenila. 
Godine 1939. policija ga uhićuje nakon što je na Njegušima održao domoljubni govor na proslavi jubileja Danila I. Petrovića.
Na Petrovdan 1941. odbio sudjelovati u Saboru kojim je, pod kontrolom talijanskih okupacijskih vlasti, proglašena Neovisna Država Crna Gora. 
No, dr. Radović narednih godina radi pri Lovćenskoj brigadi generala Krsta Popovića na pacifikaciji partizana, ali i četnika. Politički je savjetnik generala Popovića.
Četnici ga nastoje ubiti koncem 1944. uoči njihova trajnoga evakuiranja iz Crne Gore, ali se dr. Radović sklanja i predaje partizanima. 
U sudskom procesu, koji je od 26. ožujka do 9. svibnja 1945. održan u cetinjskome Domu slobode grupi od 59 Crnogoraca, dr. Novicu Radovića je prijeki sud 2. udarnog korpusa NOVJ osudio "zbog izdaje" na trajan gubitak građanskih prava i smrt strijeljanjem. Presuda je izvršena.

## Vanjske poveznice
- Zapisnik sa isljeđenja dr. Novice Radovića pred partizanskim prijekim sudom (listopad 1944. - travanj 1945.)   Arhivirana inačica izvorne stranice od 20. travnja 2008. (Wayback Machine)